# Ornithodoros brasiliensis
Ornithodoros brasiliensis är en fästingart som beskrevs av Henrique de Beaurepaire Aragão 1923. Ornithodoros brasiliensis ingår i släktet Ornithodoros och familjen mjuka fästingar. Inga underarter finns listade i Catalogue of Life.